# 洛桑慈诚
洛桑慈诚（藏語：བློ་བཟང་ཚུལ་ཁྲིམས།，威利转写：blo bzang tshul khrims，1926年—1981年11月15日）藏族，四川省巴塘县人。中国共产党及中华人民共和国官员。

## 生平
1950年3月，洛桑慈诚参加中国人民解放军，同年参加中国共产党，在部队曾任班长、指导员。后来历任中共西藏工委统战部副处长、拉萨分工委统战部长、山南专署专员、山南分工委副书记、西藏自治区高级人民法院院长、西藏自治区革命委员会副主任、中共西藏自治区党委书记、西藏自治区人民政府副主席等职。
1981年11月15日，洛桑慈诚在拉萨病逝，享年55岁。